# Anselmo José Domingos
Anselmo José Gomes Domingos (Campos Altos, 16 de dezembro de 1960) é um advogado e político brasileiro do estado de Minas Gerais. Cumpriu dois mandatos como deputado estadual na Assembleia Legislativa de Minas Gerais. Foi Presidente da Comissão de Esporte, Lazer e Juventude e Vice-Presidente da Comissão de Transporte, Comunicação e Obras Públicas. Anselmo é morador da região do Barreiro, em Belo Horizonte. Foi eleito a primeira vez como deputado estadual em 2011. 
Bacharel em Direito pela Faculdade Milton Campos. Foi vereador em Belo Horizonte, eleito em 2004 e 2008, onde atuou como secretário-geral da Câmara Municipal de Belo Horizonte. Entre as leis de sua autoria destaca-se a Lei 10.134/2011, no qual institui a Política Municipal de Mobilidade Urbana. 
Foi secretário de Governo de Belo Horizonte no ano de 2024. Foi presidente estadual do Partido Trabalhista Cristão (PTC).
Começou na vida política no movimento estudantil, tornando-se também assessor do pai, o ex-vereador Dr. José Domingos, que exerceu cinco mandatos consecutivos na Câmara Municipal de Belo Horizonte. 
Na Assembleia Legislativa de Minas Gerais, o parlamentar conseguiu, junto aos colegas, a aprovação do requerimento que busca levar telefonia celular a todos os distritos mineiros. Anselmo também promoveu um debate sobre Alienação Parental, tema este que é de extrema importância na nossa realidade cotidiana. Em dezembro de 2012, um projeto de lei de sua autoria, no qual estabelece a “Semana de Conscientização sobre Alienação Parental” foi aprovado pelo governador Antônio Anastasia. Por meio desses cargos, o deputado trabalha pelas micro e pequenas empresas, o cooperativismo, a ampliação do metrô de Belo Horizonte e melhorias no Anel Rodoviário. O parlamentar possui diversos requerimentos, projetos de lei, leis em tramitação  ou já realizados na ALMG. 
Em novembro de 2013, o deputado lançou a Frente Parlamentar em Defesa dos Comerciários de Minas Gerais. Parceria com a CNTC – Confederação Nacional dos Trabalhadores do Comércio e a FECCOEMG – Federação dos Empregados no Comércio e Congêneres do Estado de Minas Gerais. O foco é representar, garantir valorização e direitos da maior classe profissional do Brasil, atualmente com mais de 12 milhões de trabalhadores.